# KV20
KV20 es una tumba egipcia del Valle de los Reyes, necrópolis situada en la orilla oeste del Nilo, a la altura de la moderna ciudad de Luxor. Oficialmente es considerada la primera tumba excavada en el Valle, y que sirvió de enterramiento a dos faraones de comienzos de la dinastía XVIII, Thutmose I y su hija Hatshepsut.

## Marco histórico

### Los primeros tutmósidas
Rey de Egipto de 1506 a 1493 a. C., Aajeperkara Thutmose (Thutmose I) realizó numerosas campañas en el extranjero, llegando con sus tropas a zonas antes desconocidas tanto en Oriente Próximo como en Nubia. Mas no solo se trató de un eficiente rey guerrero y de un prodigioso estratega, sino que también se ocupó de embellecer el país y restaurar la caótica administración, lejana huella de la conquista de los hicsos. Posteriormente recordado como uno de los más grandes faraones, Thutmose I es tenido como el fundador de la célebre necrópolis real del Imperio Nuevo, el Valle de los Reyes.
Tras el breve e intrascendente reinado de Thutmose II, hijo de Thutmose I y de una esposa secundaria, el trono pasó a Thutmose III, hijo y nieto de los anteriores, respectivamente, pero su corta edad obligó a que su madrastra, la reina Hatshepsut, asumiera la regencia. Esta mujer era la única portadora de sangre puramente real, al haber nacido del matrimonio de Thutmose I y de su reina, y su orgullo y ambición fueron tales que acabó por autoproclamarse reina-faraón, al mismo nivel que el joven pero brillante Thutmose III, bajo el nombre de Maatkara Hatshepsut-Jenemetamón.
Para poder dar este impresionante salto, la audaz Hatshepsut tuvo antes que labrarse un bien seleccionado círculo de aliados, entre los que estaba el Sumo Sacerdote de Amón, Hapuseneb. A cambio de sabrosas donaciones e inmensos privilegios, la jerarquía religiosa se declaró fiel a Hatshepsut, y con ella toda la nación. Así, se mantuvo en el trono junto a su hijastro hasta veintidós años, en los cuales emprendió muy pocas acciones militares y numerosas empresas arquitectónicas y comerciales. Quizás la más sobresaliente de todas éstas fuera la construcción del templo funerario de la reina en Deir el-Bahari, un lugar muy hermoso y de exquisita finura, diseñado por su fiel arquitecto Senenmut, su supuesto amante.
Aunque posteriormente la figura de Hatshepsut sería perseguida por el celoso Thutmose III y por sus sucesores, lo cierto es que su reinado no tuvo nada de problemático, sino todo lo contrario. Enriqueció considerablemente al clero, y se dedicó por entero a erigir templos y obeliscos a la gloria de los dioses, pero no fue una irresponsable, y supo proteger al país de todas sus amenazas, tanto internas como externas. De no ser por los reinados de Thutmose I y de Hatshepsut, no se podrían haber sentado las bases del Imperio Nuevo egipcio, su etapa de máximo esplendor.

### Fundación del Valle de los Reyes
Pese a que hay quien piensa que KV39 es la primera tumba de la necrópolis, y que no fue Thutmose I sino Amenhotep I, su antecesor, el fundador del Valle de los Reyes, lo cierto es que hasta el momento nada parece afirmarlo, y se sigue considerando KV20 la inauguradora de una lista de más de sesenta enterramientos en aquel lugar. Antes de la subida al trono de Thutmose I, se cree que los monarcas seguían haciéndose enterrar en Dra Abu el-Naga, la necrópolis particular de los soberanos de la dinastía XVII pero, por causas desconocidas, el nuevo faraón decidió desplazar el lugar de construcción de su tumba más hacia el oeste, en el actual Biban el Moluk. Lo cierto es que Dra Abu el-Naga era un lugar mucho más pequeño e inseguro que el Valle de los Reyes, y las rocas del nuevo lugar eran de mejor calidad que las del antiguo cementerio real.
La construcción de la tumba de Thutmose I se trató como un auténtico secreto de Estado, o al menos de eso se vanagloria su constructor, el poderoso Ineni, hombre fuerte del país en aquella brillante época. Como él dice en las paredes de su propia tumba:
Supervisé la excavación de la tumba del acantilado de Su Majestad solo, nadie me vio, nadie me oyó
Se han cuestionado mucho estas palabras de Ineni, llegando a tomárselas en el sentido literal. ¿Acaso Ineni o Thutmose I harían ejecutar después a los constructores, para mantener el emplazamiento en lugar secreto? ¿O quizás les hizo cortar las orejas y cegar los ojos? Probablemente, nada de esto haya que tomárselo al pie de la letra. Sabemos que por entonces ya existía la cofradía de artesanos de Deir el-Medina, encargada precisamente de construir las tumbas en la necrópolis tebana, y si cada vez que se construía una tumba había que matar a los obreros, más de la mitad de las tumbas del Valle de los Reyes no habrían podido ser excavadas, pulidas y pintadas por falta de personal.

### Las otras tumbas de la época
Tanto Thutmose I como Hatshepsut, por diferentes causas, tienen asignadas más de una tumba en toda la necrópolis tebana, y debido a este hecho excepcional a veces han surgido dificultades para datar con exactitud cada lugar y si llegó a ser alguna vez utilizado. Y curiosamente, la abundancia de sepulcros para padre e hija contrasta con la falta de uno destinado a Thutmose II, quien ni siquiera fue enterrado en el Valle de los Reyes, sino más al oeste, en los uadis occidentales, junto a algunas reinas, princesas y príncipes tutmósidas.
En la actualidad no existe ninguna duda acerca de que fue KV20 la tumba destinada para el enterramiento original de Thutmose I, del que se hace eco Ineni en su tumba. Por su parte, Hatshepsut tuvo al menos dos –quizás hasta tres– sepulcros, cada uno correspondiente a una época de su vida, y que certifica el continuo ascenso que tuvo su figura. Así, cuando era la princesa heredera de Thutmose I y después la gran esposa real de Thutmose II, se excavó la tumba UA-1 en uno de los uadis occidentales al oeste del Valle de los Reyes: en un escarpado acantilado del uadi Sikket Taqa el-Zaid. Mas, cuando por fin logró su meta de autoproclamarse faraón, suspendió las obras del lugar y ordenó ampliar KV20 para poder descansar a su muerte siempre junto a su padre.
Entre la ocupación de UA-1 y la de KV20 hay quien incluso menciona la construcción de una tumba más para Hatshepsut, correspondiente a su corta etapa como regente de Thutmose III. Este sepulcro es el hoy conocido como KV60, que se erige muy cerca de KV20 y es a todas luces una tumba de la misma época. No obstante, como se comentó antes, al ser coronada Hatshepsut y efectuar el definitivo cambio de tumba, KV60 pasaría ser ocupada por Sitra, la nodriza de la reina, a quien profesaba un gran cariño. Adjudicar este lugar a la Hatshepsut regente y poco después a Sitra es algo en lo que no coinciden todos los expertos; pensando otros muchos que en realidad KV60 estuvo desde el principio destinada a la niñera. Sea como fuere, es posible que esta tumba acabase jugando un importante papel para la reina-faraón años después de su muerte, como se comentará más tarde.
Esta marea de diferentes tumbas no acaba aquí. Al poco de morir Hatshepsut y quedar Thutmose III como rey en solitario, se dispuso la construcción de un sepulcro real más en la necrópolis, aparte de los que ya se estaban construyendo, al menos, para Thutmose III y para la reina Hatshepsut Meritra. Esta nueva tumba, hoy catalogada como KV38 fue diseñada como el segundo y definitivo lugar de descanso del abuelo del rey, el venerado Thutmose I, quien a ojos del monarca se merecía un descanso en solitario, alejado de la nociva presencia de la usurpadora Hatshepsut. KV38 es un sepulcro de dimensiones modestas, construido muy lejos de KV20, y que finalmente fue ocupado por Thutmose I. El cuerpo de Hatshepsut descansó durante mucho tiempo en soledad en la tumba concebida para padre e hija.

## Situación
A excepción de la lejana KV41, KV20 es la tumba situada más al este del Valle de los Reyes, a unos veinte metros por encima de la elevación media de los sepulcros de la necrópolis. Al pie del acantilado donde está excavada se halla KV19, y también se encuentra muy cerca de KV43 y de la anteriormente citada KV60.
El perfil de la tumba puede considerarse precursor del de las tumbas posteriores de la dinastía XVIII, aunque es claramente mucho más primitivo y basto que el de sus sucesoras. El sepulcro sigue un curioso sentido de giro: tras la entrada (A) y una larga rampa descendente (B), el eje dirigido hacia el este cambia hacia el sur y en esta dirección se extiende la mayor parte de la longitud de la tumba, pasando por varios corredores (las escaleras C1, D1 y las rampas C2 y la mitad de D2).
Aunque tosca e irregularmente tallados, los interminables y estrechos corredores convierten a KV20 en la tumba de mayor longitud de toda la necrópolis, con excepción de la colosal KV5. La razón de unas dimensiones tan impresionantes, nunca más igualadas en una tumba real en cuatrocientos años de historia del Valle, podría explicarse por un posible afán de Hatshepsut por acercarse lo máximo posible a Deir el-Bahari y a su hermoso templo funerario, situado en la otra vertiente del acantilado donde reposa KV20.
Tras discurrir unos cien metros en continuo descenso en dirección al sur, el eje vuelve a girar, en este caso hacia el oeste, convirtiendo el perfil del sepulcro en una especie de cartucho real enorme al que le falta uno de sus lados mayores. En el último tramo de la tumba el pasillo D2 deja paso a una sala conocida como J1, y que fue la cámara sepulcral de Thutmose I hasta las obras de ampliación realizadas bajo Hatshepsut. A través de ella se excavó a continuación un nuevo corredor mucho menor que los anteriores (G), que por fin llega a la cripta definitiva, J2. En esta sala rectangular, con un pilar en el medio, descansaban los sarcófagos de piedra de Thutmose I y Hatshepsut, mientras que las tres pequeñas cámaras anexas (J2a, J2b, J2c) servirían de almacenes subsidiarios del enorme sepulcro.

## Decoración
Durante la dinastía XVII y comienzos de la XVIII no era costumbre decorar ni siquiera la cámara sepulcral de una tumba, incluida una real. Esta idea comenzó a perderse a partir de la fundación del gremio de constructores y pintores de Deir el-Medina, aunque no sería hasta mucho después, bajo Sethy I, que las pinturas llenasen la totalidad del sepulcro, y no solo el pozo funerario, la cripta y si acaso la antecámara. A esto se añade que, al haber excavado tanto y tan hondo en KV20, se llegase a una capa de esquisto, cuya propiedades hacían prácticamente imposible decorar la cámara sepulcral.
Así, no es de extrañar que durante la excavación realizada por Howard Carter se hallasen cerca de quince enormes bloques de piedra caliza, sobre los que estaban inscritas escenas del Libro del Amduat con las características figuras tan exageradamente estilizadas que más tarde también utilizaron Thutmose III y algunos de sus sucesores. Lo más seguro es que, dadas las pocas posibilidades que ofrecía el esquisto, se dispusieran estos bloques como revestimiento de la cámara sepulcral, a modo de decoración.

## Excavación
Ignoramos la fecha de descubrimiento de KV20, aunque ya se encontraba abierta hasta el corredor B en tiempos de la expedición napoleónica de 1799. Quizás incluso fuese conocida desde la Antigüedad, pero su localización y la enorme cantidad de escombros no despertaría el interés de visitantes griegos o romanos que sí dejaron su huella en otros enterramientos. No sería hasta 1825 que James Burton tratase de desescombrar el lugar, con el consiguiente fracaso. Como más tarde dejó escrito, las malas condiciones de la tumba, su estrechez, el aire viciado y la cantidad incontable de escombros requerían mejores medios y grandes dosis de tiempo y paciencia. Su expedición abandonó al llegar a la escalera D1.
Howard Carter retomaría la tarea ochenta años después, en la temporada de 1904 a 1905, obteniendo numerosos fragmentos de objetos como por ejemplo: los sarcófagos de cuarcita amarilla de ambos reyes, la caja de canopes de Hatshepsut y vasijas rotas con los nombres de la reina, de sus padres (Thutmose y Ahmose) y de su abuela Ahmose-Nefertari. Al hallar depósitos de fundación con el nombre de la reina-faraón, se mantuvo la idea de que KV38 fue la tumba original de Thutmose I y después fue trasladado a KV20 por orden de su hija. No sería hasta el competente estudio de 1974 de John Romer que se llegaría a una conclusión contraria: el sepulcro que excavó Ineni para su faraón era KV20, y solo más tarde sería utilizado KV38, bajo Thutmose III. Esta teoría es en la actualidad y con diferencia, la más seguida por toda la comunidad arqueológica.
Hasta el momento no se ha llevado ninguna labor de conservación o de restauración de KV20, y la violenta inundación acaecida en 1994 ha hecho que vuelva a cubrirse de escombros. A día de hoy, la cámara sepulcral es completamente inaccesible, y es difícil de entrar en el resto de estancias, también unido al mal estado de toda la estructura.

## Las momias reales

### Thutmose I
Como se dijo antes, Thutmose I fue trasladado a KV38 cuando su nieto Thutmose III reinó en solitario, y se supone que allí reposó hasta que la tumba fuera saqueada. Parece ser que su cuerpo fue uno de los puestos a salvo durante la dinastía XXI en el escondite de Deir el-Bahari, en la tumba DB320, aunque existen serias dudas acerca de su identificación.
Tras el milagroso hallazgo de los cuerpos de varios de los faraones del Imperio Nuevo, se comprobó que el cuerpo de Thutmose I se hallaba entre la increíble galería de famosas personalidades. Sin embargo, el cuerpo que tradicionalmente se le ha asignado no parece ser el suyo, y solo las reticencias de las autoridades egipcias impiden que se realice el pertinente examen de ADN. Aun así, la momia no guarda ningún parecido con el resto de los cadáveres de la familia real de por entonces, y por su envoltura y forma de conservación, parece fecharse en la dinastía XXI. Tampoco ayuda la edad aparente del individuo, que ronda los treinta años –demasiado joven para ser Thutmose I–. Hoy se tiende a pensar que el cuerpo pertenece al sumo sacerdote Pinedyem I, pero esto implicaría que deberían ser renombradas varias momias que antes se consideraban bien atribuidas y los egipcios se muestran reticentes ante esto.

### Hatshepsut
La momia de Hatshepsut fue presentada al público en junio de 2007, después de largos periodos de incertidumbre acerca de su correcta identificación. Zahi Hawass, Secretario General del Consejo Supremo de Antigüedades en Egipto, aseguró que se trataba del descubrimiento arqueológico más importante desde el hallazgo de la tumba de Tutankamón, en 1922. La momia pudo identificarse mediante el análisis de una muela de la misma. Así se confirmaba la teoría de Zahi Hawass, quien había afirmado previamente que la momia era de la reina faraón, cuando en un principió se confundió con la momia de su nodriza, enterrada junto a ella.
Ambas momias fueron descubiertas en la tumba KV60 del Valle de los Reyes. Este sepulcro fue construido por la propia Hatshepsut destinado a su nodriza, a la que profesaba un gran cariño, la dama Sitra, y en él se hallaron los cuerpos de una mujer de unos cuarenta o cincuenta años y de una anciana obesa de más de sesenta años, que presentaba la peculiaridad de tener el brazo izquierdo doblado en una posición claramente de reina. Fue entonces cuando se empezó a pensar que dicha momia pertenecía a Hatshepsut, dada la anómala posición del brazo. Ello generaba múltiples cuestiones, ¿cómo querría enterrarse esta mujer, como una gran esposa real o como un faraón, con los dos brazos cruzados sobre el pecho? ¿Permitiría Tutmosis III que su madrastra fuera enterrada en la posición típica de los reyes?
Antes de la verificación de la momia ya se había descubierto el hígado momificado que con toda certeza pertenecía a Hatshepsut, junto al hígado estaban los intestinos y un molar con una sola raíz, esta pieza fue la clave para su correcta identificación, la caja de vasos canopos fue hallada en el escondite de momias reales de la tumba de DB320. Lo cual hizo pensar originalmente que el cuerpo de Hatshepsut se hallara entre alguna de las mujeres anónimas de DB320.